# Хавард, Ноа
Ноа Хавард (англ. Noah Havard; род. 11 октября 2000, Рэндуик) — австралийский гребец на байдарках, серебряный призёр летних Олимпийских игр 2024 года. Участник летних Олимпийских игр 2024 года.

## Карьера
Ноа Хавард родился 11 октября 2000 года в Голд-Косте. в Австралии.
В 2023 году он принял участие в чемпионате мира, который состоялся в Дуйсбурге. На дистанции 500 метров в категории байдарок-четвёрок в составе австралийской команды занял четвертое место со временем 1:19.905. В результате австралийцы завоевали лицензию на летние Олимпийские игры 2024 года.
На летних Олимпийских играх 2024 года в Париже австралиец завоевал олимпийскую серебряную медаль в байдарках-четвёрках на дистанции 500 метров. Команде не хватило 0,04 секунды до золотой олимпийской медали.